# IC 5235
IC 5235 је лентикуларна галаксија у сазвјежђу Тукан која се налази на листи објеката дубоког неба у Индекс каталогу.
Деклинација објекта је - 66° 34' 49" а ректасцензија 22h 41m 25,6s. Привидна величина (магнитуда) објекта IC 5235 износи 12,6 а фотографска магнитуда 13,5. IC 5235 је још познат и под ознакама ESO 109-13, PGC 69497.